# Xã Greenleaf, Quận Washington, Kansas
Xã Greenleaf (tiếng Anh: Greenleaf Township) là một xã thuộc quận Washington, tiểu bang Kansas, Hoa Kỳ. Năm 2010, dân số của xã này là 403 người.